# Tôm hùm ngồi xổm

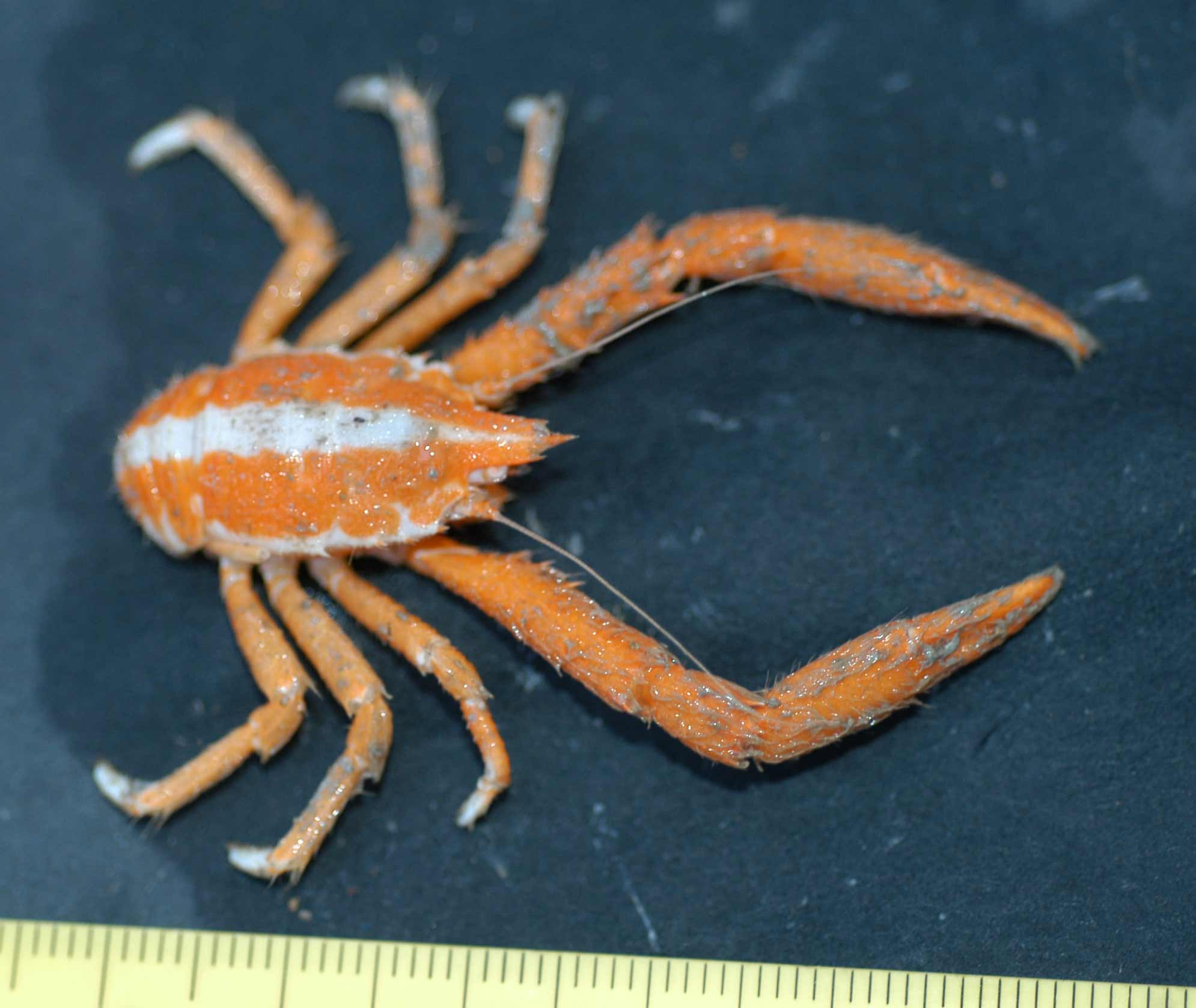
Một con tôm hùm ngồi xổm

Tôm hùm ngồi xổm (tiếng Anh: squat lobster) là các loài giáp xác giống tôm hùm có đuôi dài cong được tổ chức dưới ngực. Chúng được tìm thấy trong hai siêu họ Galatheoidea và Chirostyloidea, tạo thành một phần của các loại thập túc Anomura, bên cạnh nhóm bao gồm những con cua ẩn sĩ và cua nốt ruồi.
Chúng được phân phối trên toàn thế giới trong các đại dương, và có ở từ gần bề mặt để miệng phun thủy nhiệt biển sâu. Hơn 900 loài đã được mô tả, trong khoảng 60 chi. Một số loài tạo thành quy tụ dày đặc, hoặc trên đáy biển hoặc trong cột nước, và một số ít là tùy thuộc vào nghề cá thương mại. Được tìm thấy ở độ sâu hơn 2.700m dưới biển, loài tôm hùm ngồi xổm khiến các chuyên gia ngỡ ngàng về vẻ ngoại hình kì dị và cách ngồi của chúng. Do chân của nó cuộn tròn dưới ngực, giống như tư thế ngồi xổm nên loài tôm hùm này còn được đặt tên như vậy.